# Karaçay (Tercan)
Karaçay ist ein verlassenes und verfallenes Dorf im Landkreis Tercan der türkischen Provinz Erzincan. Karaçay liegt in Ostanatolien auf 1890 m über dem Meeresspiegel, ca. 27 km nordwestlich der Kreishauptstadt Tercan. 
Karaçay war ein ursprünglich armenisches Dorf und liegt in den Bergen in Hanglage. Anfang des 20. Jahrhunderts war der Ort von alevitischen Zaza bewohnt. Möglicherweise ist der Ort mit dem Dorf Karaçayır identisch, das in einem Steuerregister (Tahrir defteri) aus dem Jahr 1522 aufgeführt ist. Zum Dorf führt eine unbefestigte Straße. Die Umgebung der ehemaligen Siedlung ist karg und baumlos. In der Nähe der Dorfruinen liegt der alte Dorffriedhof. Im Jahre 2010 gab es Bestrebungen ehemaliger Dorfbewohner, Gebäude wieder bewohnbar zu machen.